# Доротея (герцогиня Курляндии)

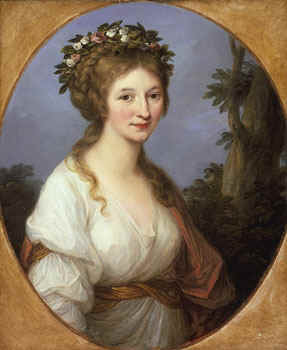
Портрет работы Ангелики Кауфман, 1785

Дороте́я Курля́ндская, Анна Шарлотта Доротея фон Медем, Доротея фон Бирон, редко Анна Курляндская (нем. Anna Charlotte Dorothea von Medem; 3 февраля 1761, Мезоттен, Курляндия и Семигалия — 20 августа 1821, Лёбихау, Германский союз) — урождённая графиня фон Медем, в браке герцогиня Курляндская. Держала аристократический салон в Берлине и выполняла различные дипломатические поручения в помощь своему мужу Петру Бирону, сыну знаменитого фаворита русской императрицы Анны Иоанновны Эрнста Иоганна Бирона.

## Биография

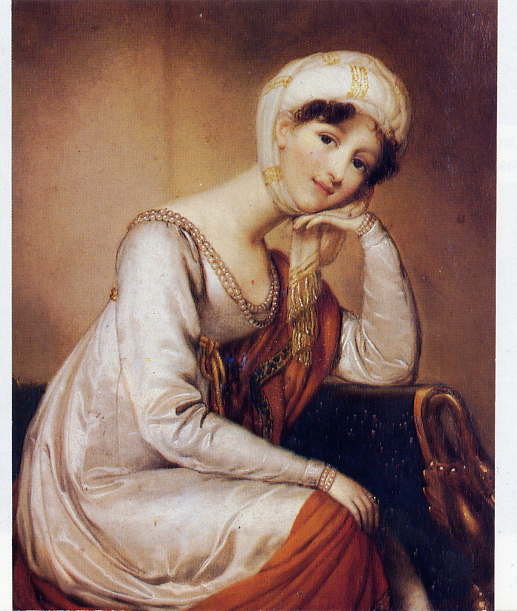
Жакоб Н. А. Герцогиня Доротея, 1810 год

Дочь представителей старого курляндского дворянства — Фридриха фон Медема и его второй жены Луизы Шарлотты фон Мантейфель. Её предок — Конрад фон Мандерн (фон Медем), был гроссмейстером Ливонского Ордена (1263—1266) и, вероятно, основателем замка Митау (1265 год). Сестра Доротеи Элиза в будущем будет известна как поэтесса. О прекрасных сестрах фон Медем говорили во всей Курляндии, называя их не иначе как «прекрасная Доротея и умная Элиза». «Герцог Пётр Бирон даровал Медемам графский титул. Отец герцогини Анны Иоганн Фридрих фон Медем в 1753 году приобрел Элейское поместье, где семья и жила долгое время. На месте поместья в 1806—1810 годах построен был Элейский дворец, который прославился как сокровищница выдающихся произведений искусства. Роду графов Медем принадлежали замки в Вилце, Элее, Вецауце и Ремте, поместье Стукмани и построенная в 1818 году в стиле классицизма загородная графская резиденция Villa Medem в Елгаве. Известно, что в 1919 году представители рода Медемов покинули Латвию и обосновались на юге Франции».

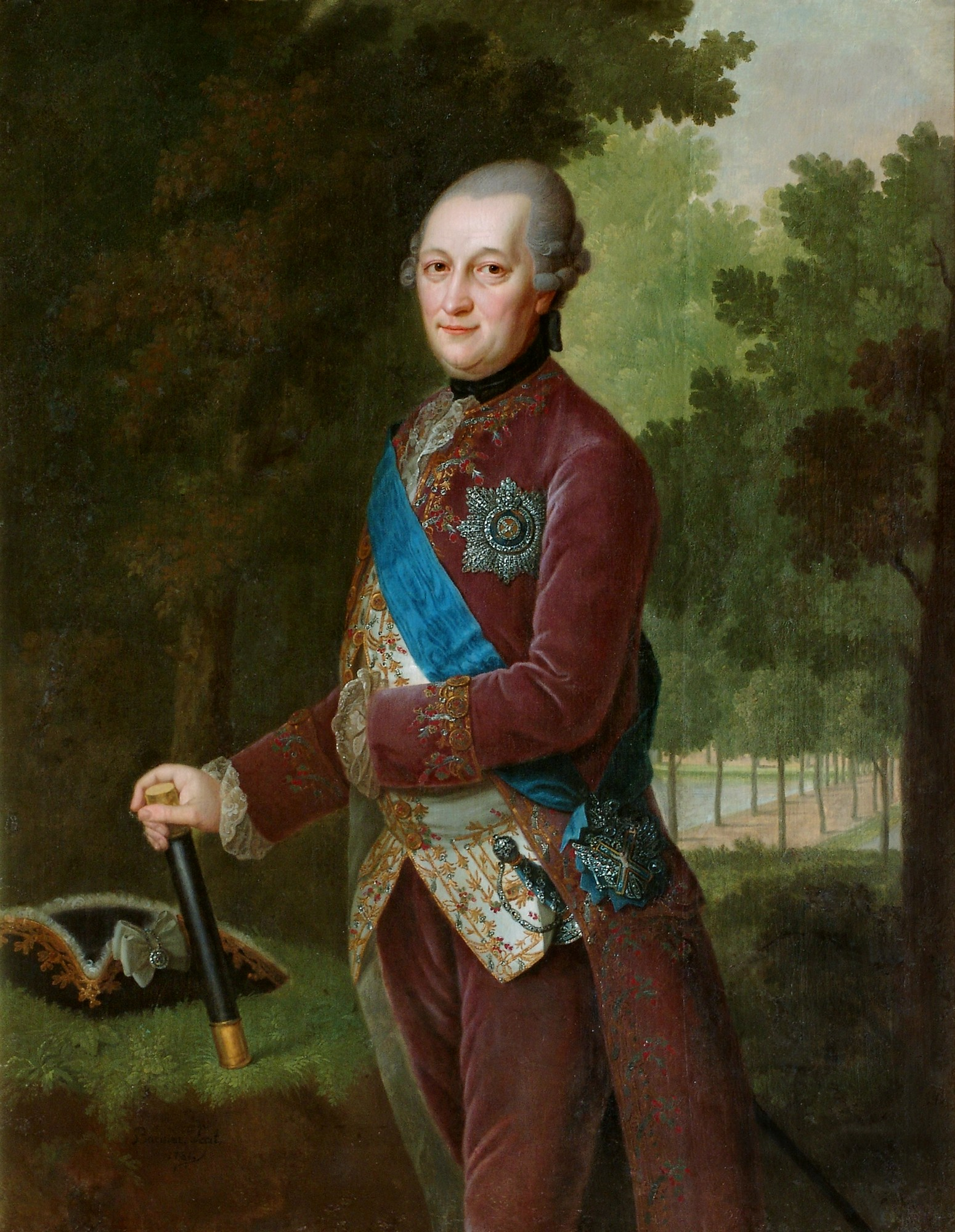
Пётр Бирон

### Брак

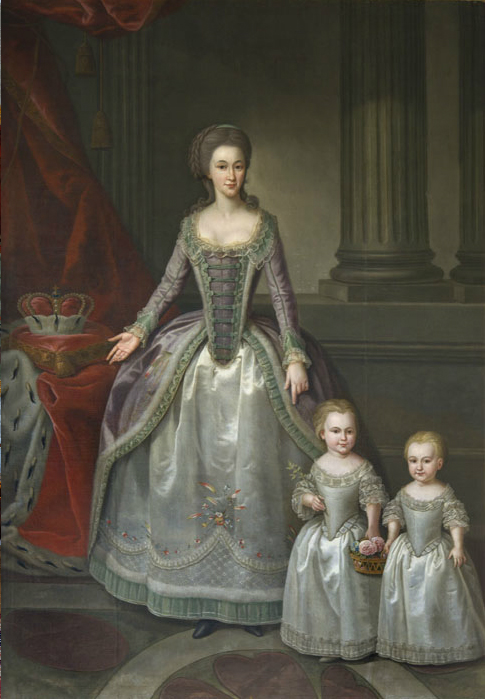
Ф. Г. Баризьен. Портрет герцогини с двумя дочерьми, 1780-е

6 ноября 1779 года 18-летняя Доротея стала третьей женой 55-летнего Петра Бирона (1724—1800), герцога Курляндского и Земгальского, и первой из них, которая смогла родить ему детей. Доротея писала сестре: «… меня никогда не покидает мысль, что Бог сделал меня герцогиней Курляндии не напрасно. Будь что будет, любовь и ласковое отношение моего возлюбленного герцога делает меня совершенно счастливой, и я не требую ничего более».
В 1784 году вместе с молодой женой Петр предпринял путешествие по Европе, которое длилось почти 3 года. После путешествия по Германии, в декабре 1784 года герцогская пара со свитой прибыла в Италию. В Болонье в Академии Художеств они выделили средства на «Курляндскую премию», которая вручалась до 1946 года.
«Браковенчавшись с графиней Анной фон Медем, герцог Петр провел несколько лет за границей; вернувшись в 1787 году в Курляндию, где он снова должен был выдержать внутреннюю борьбу с недовольным дворянством. Во время его путешествия за границей, в 1784—1786 годы, аристократия ввела против его воли новую конституцию, вконец подрывавшую самодержавную власть. Однако герцогу Петру удалось отменить эту конституцию, но не без последствий для себя. Герцогиня Анна безуспешно пыталась примирить дворянство со своим державным супругом. Известно, что ей предлагали даже принять регентство вместо супруга. Известно, что герцогиня выказала большие дипломатические способности, венцом которых стало решение Польского сейма, успокоившее страну. События развивались стремительно».
Благодаря своей красоте и княжескому достоинству Доротея была вхожа в высшие круги и, связанный политическими трудностями с курляндским дворянством и со своим сюзереном королём Польши, Пётр посылал свою супругу «с дипломатической миссией» в Варшаву на многие месяцы, а также ненадолго в Берлин, Карлсбад и Санкт-Петербург. (В Карлсбаде, где она познакомилась с Гёте, до сих пор стоит беседка, поставленная в её честь пражским графом Кристианом Филиппом Клам-Галласом).
Гёте писал о ней: «Герцогиня Курляндская всегда обаятельная и с избранным обществом, госпожой фон дер Рекке, …всё, что вращалось вокруг неё, было приятным центром тамошней среды». А врач Жан де Карро (1770—1857) отмечал: «Это особа столь своеобразна, что сделать правильное представление о ней можно, только перейдя все границы в похвалах и критике».

### Разъезд с мужем
За это время она охладела к мужу, и после рождения в 1793 году своей младшей дочери, названной в её честь Доротеей (в будущем знаменитая герцогиня Саган де Талейран), отцом которой стал любовник — польский дипломат граф Александр Батовский, (хотя девочка и была признана Бироном), герцогиня стала жить отдельно от мужа. Тем временем 29 марта 1795 года Пётр Бирон под давлением народа и окружающих монархов отрекся от престола. В качестве компенсации ему была назначена ежегодная пенсия в 100 тысяч талеров (50 тысяч червонцев); кроме того, за поместья его в Курляндии императрица заплатила 500 000 червонцев (2 млн рублей). Кроме того, правительство империи обязалось уплатить все его долги.

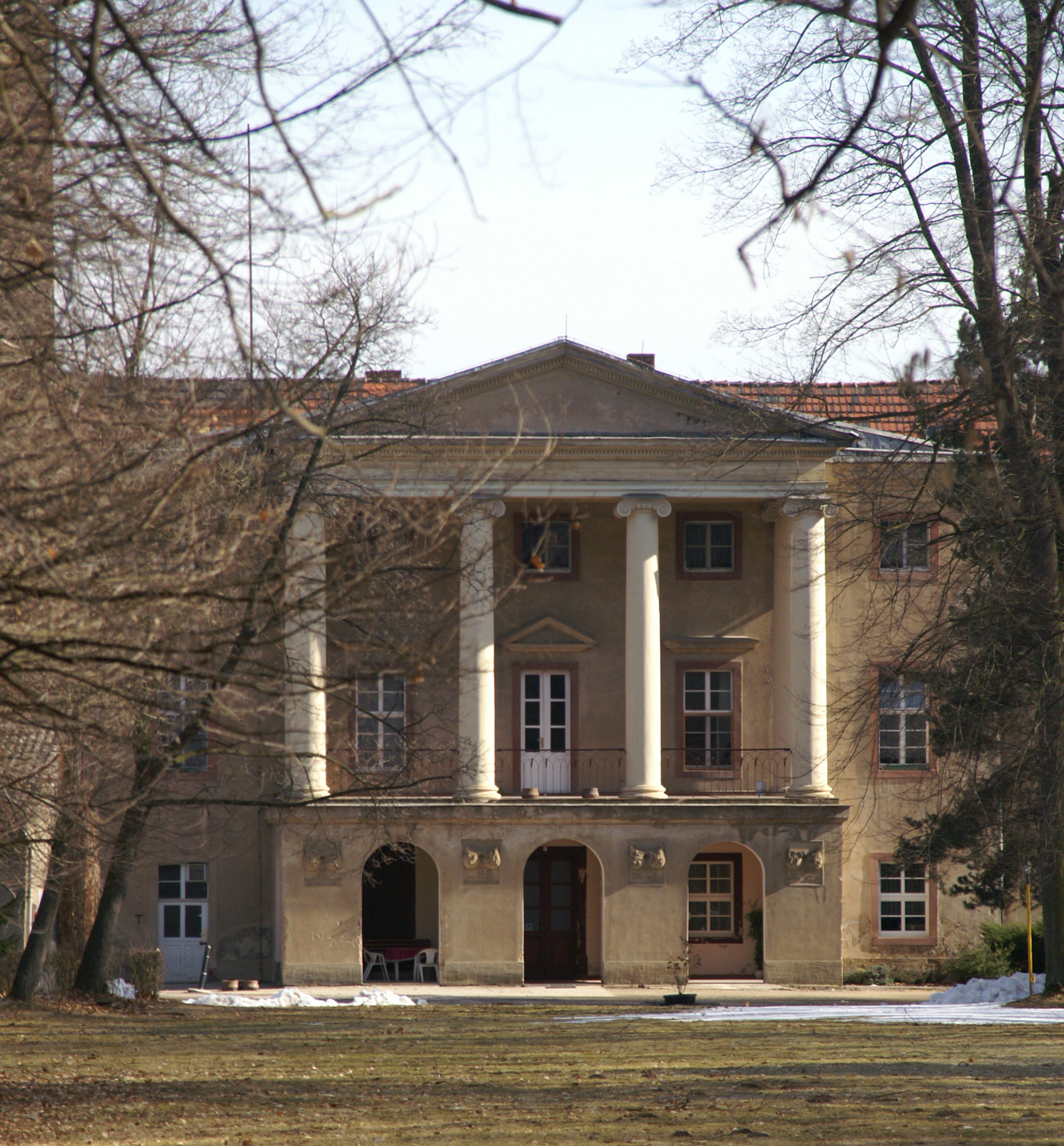
Дворец Лёбихау

Доротея переехала в Курляндский дворец в Берлине, где держала аристократический салон. В 1794 году она купила имение Лёбихау в Альтенбурге и начала уезжать туда на лето, в новый замок. В её имении собирались поэты, философы, друзья и родственники, и оно стало известно как «Прибежище муз герцогини Курляндской» (Musenhof der Herzogin von Kurland). Туда приезжала сестра герцогини, поэтесса Элиза фон дер Рекке, чьим спутником жизни вскоре станет поэт Христофор-Август Тидге, Гёте и Шиллер, также к герцогине приезжали царь Александр I, Фридрих-Вильгельм III Прусский, Наполеон, Меттерних и Талейран.
Талейран стал её любовником, и в 1809 году она выдала свою младшую дочь Доротею замуж за его племянника Эдмона Талейрана. Кроме того, за несколько лет до этого, в 1800 году её старшая дочь Вильгельмина вступила в связь с другим любовником своей матери, генералом Армфельтом и даже родила от него внебрачного ребёнка.
Вслед за браком Доротеи герцогиня переехала в Париж и продолжила интенсивные отношения с Талейраном. Попав под влияние Талейрана, она из стана союзников Наполеона перешла в число его противников, из-за чего ей пришлось покинуть Францию в 1812 году. В 1814 году она приехала со всеми дочерьми на Венский конгресс, чтобы обнаружить, что её дочь Доротея стала любовницей Талейрана, дяди своего мужа, вместо своей матери.
Скончалась в 1821 году. Через несколько лет после смерти тело герцогини было перенесено в герцогство Саган и погребено рядом с её мужем, скончавшимся в 1800 году.

## Дети
Семь детей, трое из которых умерли в младенчестве:
1. Пётр (23 февраля 1787 — 25 марта 1790).
2. Вильгельмина Саган (Катарина Фридерика Вильгельмина Бенигна фон Бирон) (8 февраля 1781 — 29 ноября 1839) — любовница Меттерниха.
3. Паулина (Мария Луиза Паулина фон Бирон) (19 февраля 1782 — 8 января 1845) — с 1800 года жена принца Фридриха-Генриха-Оттона Гогенцоллерн-Гехингенского (1776—1838).
4. Иоганна Катарина фон Бирон (24 июня 1783 — 11 апреля 1876) – с 1801 года жена герцога д`Ачеренца.
5. Шарлотта-Фредерика (26 января 1789 — 10 марта 1791).
6. Катерина (12 ноября 1792 — ?).
7. Доротея Саган (21 августа 1793 — 19 сентября 1862) — любовница Талейрана.

## Памятник
Памятник герцогине Доротее Курляндской создал скульптор остзейского направления Эдуард Шмидт фон дер Лауниц по принятому в 1824 году решению ландтага Курляндского рыцарства, памятник был закончен в 1827 году. Так как российские власти не позволили установить памятник в первоначально отведенном месте, в Трехсвятской церкви в Елгаве, он был размещен в саду виллы Медем, принадлежавшей брату герцогини Жанно Медему, откуда в 1863 году был перевезен в имение Элея и там был установлен в перестроенном для этой цели парковом павильоне. Во время Первой мировой войны, в 1919 году и после этого памятник был поврежден, до 1933 года Управление памятников перевезло его в Ригу, где скульптор Матис Плука осуществил реставрацию. Памятник разместили в вестибюле Государственного художественного музея в Рижском замке. Во время немецкой оккупации был перевезен в Елгаву, где и был уничтожен в 1944 году.

## В культуре
- Упоминается в романе Пикуля «Фаворит»: «Но затем прикатила в Варшаву молодая герцогиня Доротея Курляндская, за ней лошади волокли по улицам двадцать пушек…»